# ライアン・グリフィス
ライアン・アラン・グリフィス（Ryan Alan Griffiths, 1981年8月21日 - ）は、オーストラリア・シドニー出身の元サッカー選手。元オーストラリア代表。現役時代のポジションはFW。

## 経歴
1999年、NSLのノーザン・スピリットFCでキャリアを始めた。ニューサウスウェールズ州リーグのマンリー・ユナイテッドFCを経て、2002年に同リーグのニューカッスル・ユナイテッド・ジェッツFCに加入。ここで双子の兄ジョエル・グリフィス, アダム・グリフィスの2人と共にNSLが解体される2003-04シーズンまでプレーした。その後は、他の多くのオーストラリア人選手達と同様に国外に渡り、ルーマニアのナショナル・ブカレスト（現FCプログレスル・ブカレスト）と契約を結んだ。1年目はわずか8試合にとどまったが、2年目は先発の座を掴みとりレギュラーとして27試合7ゴールを記録。また、同2005-06シーズンはカップ戦決勝まで駒を進め、先発出場しピッチに立つもラピド・ブカレストに0-1で敗れ、優勝を逃した。
2006年夏に同じブカレストを拠点とするライバルのラピドへ移籍をするも、2007年に遼寧足球倶楽部に貸し出された。3月18日の広州富力足球倶楽部戦で32分に移籍後初ゴールを決め1-0の勝利に貢献すると、その後も顕著なパフォーマンスを披露したが、心臓の問題から一時戦列離脱し治療のためオーストラリアに帰国することを余儀なくされた。治療後は中国に復帰し、2008年のシーズン終了に伴い遼寧足球倶楽部を去り北京国安足球倶楽部に加入した。北京国安では双子の兄ジョエルと再会し、共に主力としてリーグ初優勝に貢献した。シーズン終了後の2009年6月8日、オーストラリアのゴールドコースト・ユナイテッドFCに移籍することが発表されたが、最終的に北京国安に残留することになった。
2010年11月18日、2011年1月から1年半までの契約で古巣ニューカッスル・ジェッツに加入。2011-12シーズン開幕戦のメルボルン・ハートFC戦で2ゴールを決め、3-2の勝利に貢献した。
2012年2月27日、国内外の様々なクラブから関心を寄せられたが、ニューカッスル・ジェッツと2年契約延長した。

## 代表
U-23代表としてアテネオリンピックに出場。準々決勝のイラクに0-1で敗れた試合を含み、3試合に途中出場でピッチに立った。
2006年にグラハム・アーノルド監督の下でオーストラリア代表に初招集され、9月6日のAFCアジアカップ2007 (予選)・クウェート戦で30分にアーマド・エルリッチに代わり出場し、デビューを果たした。

## プライベート
ジョエル, アダムと共にプロサッカー選手でオーストラリア代表の双子の兄を持つ。また、偶然にも同じ8月21日に生まれている。